# EFV
EFV (англ. Expeditionary Fighting Vehicle — экспедиционная боевая машина) — проект амфибийной машины корпуса морской пехоты США.
До 2003 года проект носил название AAAV (Advanced Amphibious Assault Vehicle, с англ. — «улучшенная десантно-штурмовая машина»). Разработкой проекта занимается американская компания General Dynamics Land Systems. EFV — гусеничный плавающий бронетранспортёр, предназначенный для совершения высадочных операций на побережье, обеспечивает транспортировку и огневую поддержку одного взвода морской пехоты, причём выгрузка EFV с десантного корабля может происходить за пределами прямой видимости побережья («загоризонтная высадка»). Отличительной особенностью EFV является исключительная скорость передвижения по воде (до 46 км/ч), предполагается также, что ходовые качества EFV на суше будут как минимум не ниже, чем у ОБТ M1 Abrams.
В морской пехоте США EFV должен заменить высадочный бронетранспортёр AAV, втрое превосходя последний по скорости хода по воде, вдвое по бронированию, и имея значительно большую огневую мощь.

## История разработки
Стратегия «загоризонтной высадки» была разработана командованием Корпуса морской пехоты США в 1980-х, основной причиной разработки новой стратегии стало стремление защитить десантные корабли от действия прибрежных морских мин и береговой обороны, так как до этого приводнение машин с десантом на борту осуществлялось на удалении до 3—4 км от берега, в условиях визуального контакта с противником, а командование КМП намеревалось поднять эту планку в десять раз и более, сделав группировку кораблей неуязвимой для огня сил береговой обороны. Основными средствами практической реализации данной стратегии являются высадочные средства, способные осуществлять «загоризонтные операции», такие как конвертоплан MV-22 Osprey, десантное судно на воздушной подушке LCAC и плавающий бронетранспортёр EFV, заявленные на тот момент как три главных приоритета в программе перевооружения и переоснащения КМП.
Разработка AAAV началась в конце 1970-х, испытания первых прототипов проходили в начале 1980-х на военной базе Пендлетон, на полигоне испытаний амфибийной техники (Amphibian Vehicle Test Branch, AVTB). Примерно в это же время была разработана программа продления срока эксплуатации (Service Life Enchancement Program, SLEP) находящегося на вооружении LVTP7, переименованного позже в AAV (AAV-7A1). Первоначально предполагалось, что AAAV поступят в войска в середине 1990-х, но задержки в выполнении программы привели к тому, что в 1995 году была разработана и принята вторая программа продления срока эксплуатации AAV, а задержки в поставке EFV составили уже более 15 лет.
Сбор аванпроектов перспективной машины от компаний военной промышленности был объявлен в 1985 году. Основными тактико-техническими требованиями к машине были: вместимость до 18 десантников вместе с оружием и снаряжением, приводнение с корабля-носителя на расстоянии не менее 30 км от берега, высокие ходовые качества на суше, позволяющие сопровождать танки M1 и достаточная огневая мощь. Название «AAAV», данное проекту, было впервые обнародовано в 1989 году, — тогда ещё было неясно, что данная машина будет из себя представлять и чем будет вооружена.
В конкурсе, начиная с 1988 года, приняло участие несколько крупных танкостроительных корпораций, каждая представила свой ходовой/плавучий макет машины:
- AAI Corporation, Хант-Вэлли, Мэриленд;
- Cadillac Gage Co.[англ.], Уоррен, Мичиган;
- General Dynamics Land Systems[англ.], Лайма, Огайо;
- General Motors Military Vehicles Operation, Уоррен, Мичиган;
- FMC Corporation Ground Systems Division, Сан-Хосе, Калифорния.

В финал конкурса вышли GDLS и FMC (в 1994 году обособившаяся в United Defense LP). FMC сотрудничала с ARCTEC Offshore Corporation, которая отвечала за гидродинамические испытания опытных прототипов. Программа испытаний мореходных качеств машины и гидродинамических испытаний проходила в 1993—1995 гг. в опытовых бассейнах компаний-участниц, а также в естественных водоёмах на объектах морской пехоты (бальность волнения водной поверхности в ходе гидродинамических испытаний варьировалась от нулевой до волн метровой высоты при полной боевой загрузке). Испытания ходовых качеств машин проходили на танковых полигонах страны, в первую очередь на Абердинском испытательном полигоне.
Оба прототипа, как GDLS, так и UDLP, показали высокие ходовые и мореходные качества, скорость движения на плаву превышающую 30 узлов (55,5 км/ч). Обе машины приводились в движение на плаву водомётными движителями, а прототип UDLP ко всему ещё и двумя гребными винтами. Прототип UDLP представлял собой машину на подводных крыльях (расположенных в кормовой части, выдвигавшихся по приводнении и задвигавшихся обратно при приближении к берегу) с остроносым корпусом и гидрокилевым днищем катамаранного типа, создававшим во время движения слой набегающего воздуха под давлением (воздушную подушку) между днищем и поверхностью воды. Прототип GDLS реализовал принцип глиссера при помощи специального откидного щитка, расположенного в лобовой части машины. Рабочее место водителя с люком и смотровыми приборами на обеих машинах располагалось впереди и слева от башни, соответственно, командирское место, башенка и наблюдательные приборы находились справа. При этом, башня прототипа UDLP была вынесена несколько вперёд по сравнению с прототипом GDLS.
Прототип UDLP, прошедший испытания к маю 1995 года, с полной боевой массой 35 тонн развивал на плаву скорость 69 км/ч. Практическая скорость движения обеих машин в боевых условиях при интенсивном противодействии противника оценивалась в 20—25 узлов (37—46 км/ч). Ответственным руководителем программы от UDLP был Том Рабо́ (Tom Rabaut). Дата первоначальной готовности машины к производству и эксплуатации была намечена на 2006 год, запуск в серийное производство на 2007—2008 год, полная замена LVTP7 в войсках к 2014 году. Специально для AAAV корпорацией Detroit Diesel (филиал General Motors) был разработан дизельный двигатель мощностью 2600 л.с. Основное вооружение машины представляла 25-мм автоматическая пушка типа M242 со стабилизацией, обеспечивающая поражение целей на расстоянии до 1500 метров и возможность прицельной стрельбы на плаву и на ходу.
Хотя обе машины продемонстрировали высокие мореходные и ходовые качества, победу в конкурсе в итоге одержал прототип GDLS. В июне 1996 года компания получила контракт на проведение доводочных испытаний. В настоящий момент морская пехота США ожидает начала развертывания серийного производства EFV и поставок бронетранспортёров в войска, где они постепенно будут заменять AAV-7A1.

## Конструкция

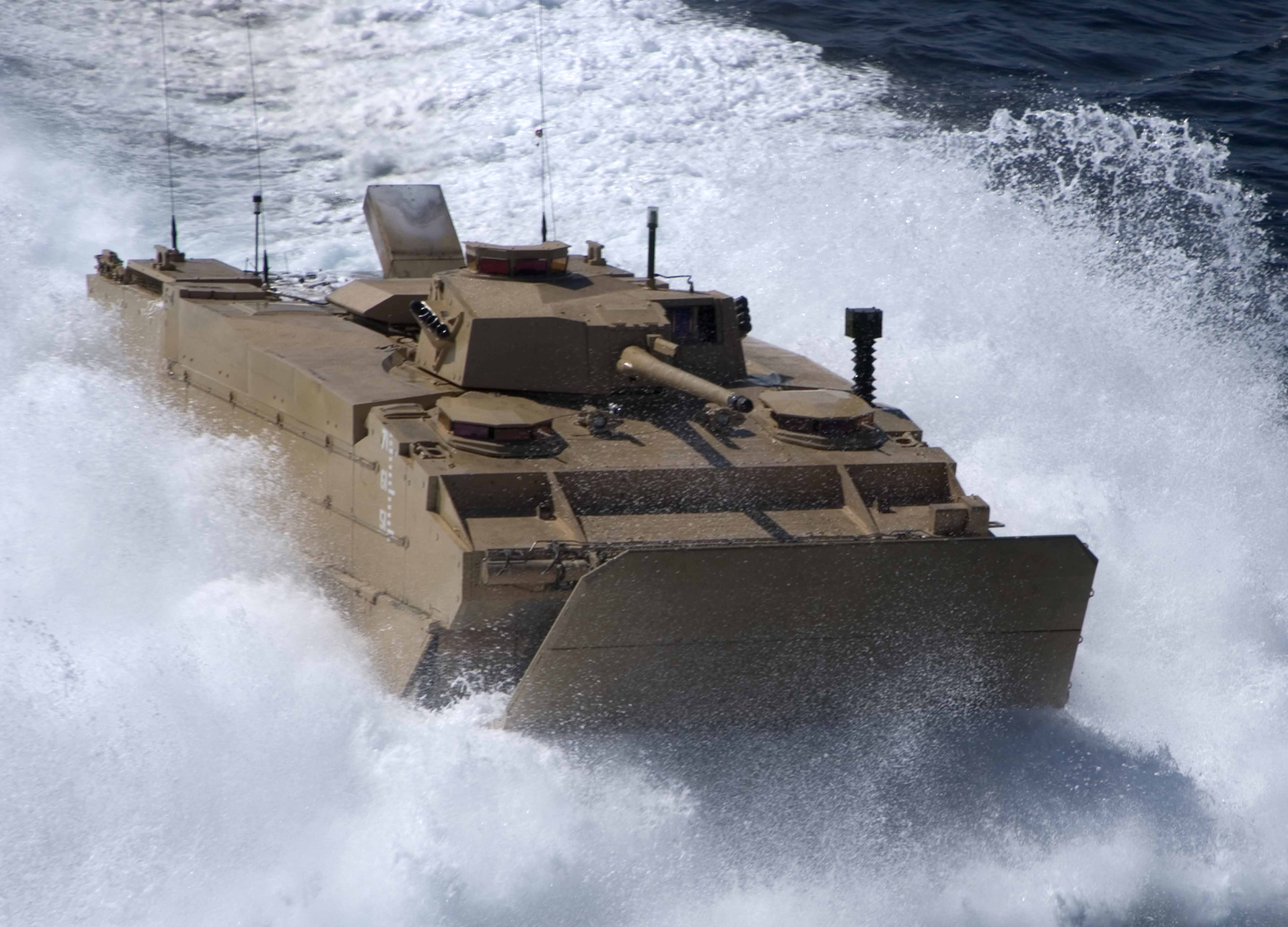

EFV представляет собой гусеничный плавающий бронетранспортёр, со сварным корпусом, выполненным из алюминиевой брони 2519-Т87 с улучшенными характеристиками сопротивления коррозии. Форма корпуса классическая, с прямыми бортами, развитой НЛД и имеющей небольшой отрицательный наклон задней стенкой. Крыша корпуса плоская, с установленной ближе к передней части башней, люком для десанта в задней части и люками для экипажа в передней. Днище профилированное, для обеспечения глиссирования EFV.
Переднюю часть корпуса занимает трансмиссионное отделение, за ним расположено боевое, в котором находятся места водителя (с левой стороны) и командира десанта (с правой). Среднюю часть боевого отделения занимает башня с установленным основным вооружением, в башне находятся места наводчика и командира. Среднюю часть корпуса занимает силовое отделение, в котором находятся дизельный двигатель MTU 883, системы охлаждения и вентиляции, основная трансмиссия. В кормовой части корпуса находится отделение десанта, вмещающее 16 десантников с вооружением и снаряжением, или 2,5 тонны груза. Для входа-выхода десанта в задней стенке корпуса оборудован овальный одностворчатый люк, открывающийся вниз, и образующий в открытом состоянии небольшую аппарель для морских пехотинцев или груза.

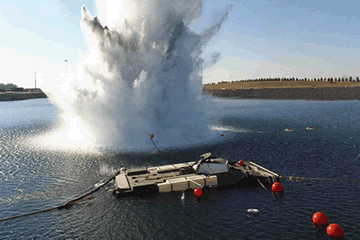
Испытания прототипа EFVP1 на гидродинамическое действие ударной волны.

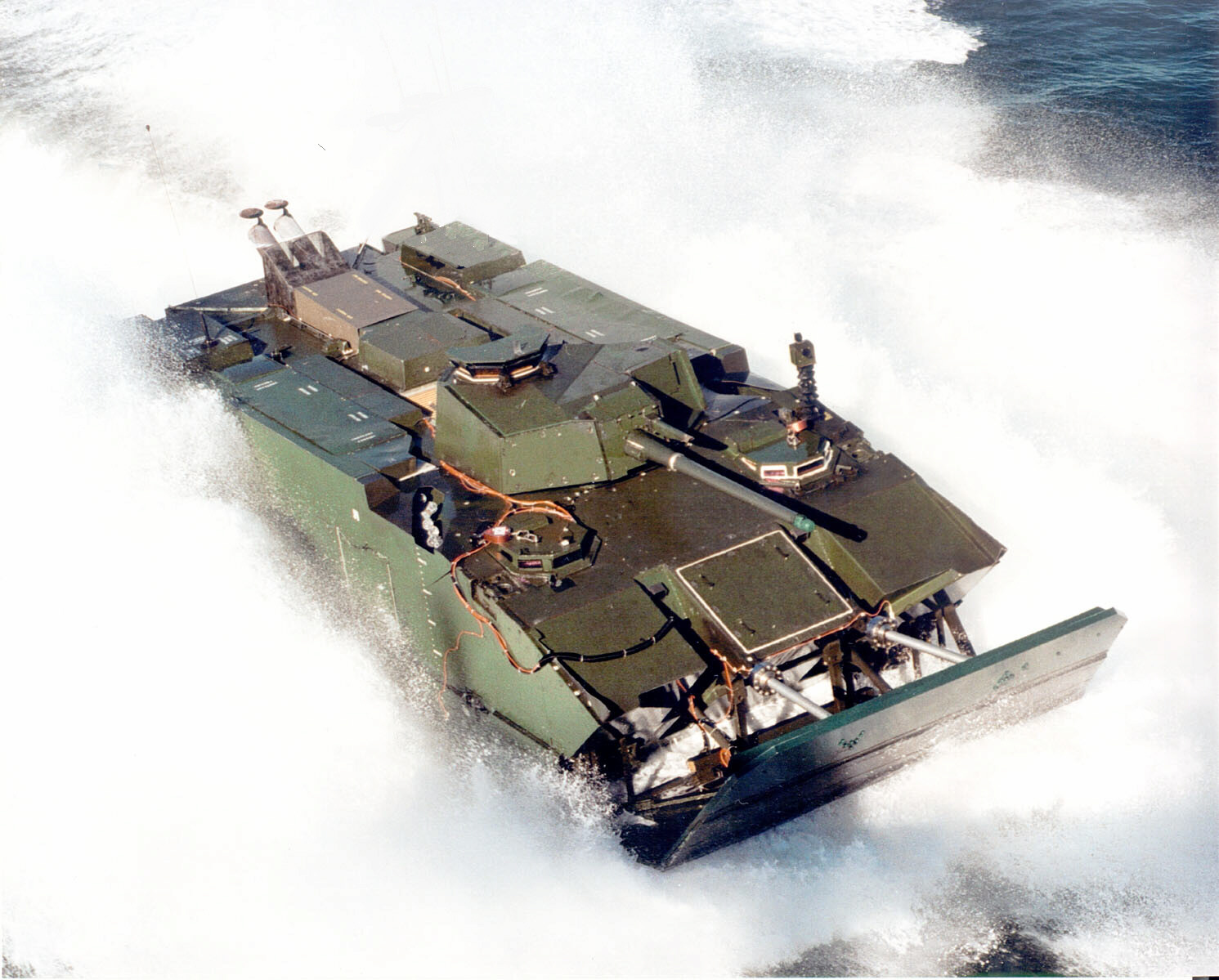
EFV при движении на полной скорости в режиме глиссирования.

Топливные баки расположены на крыше корпуса в средней части, по бортам.
Двигатель MTU 833 дизельный, 12-цилиндровый, V-образный, водяного охлаждения, с турбонаддувом. Объём двигателя 27 литров. Особенностью данного двигателя является то, что он может работать в двух режимах, обычном (850 л. с.) и морском (2701 л. с.). Во втором случае двигатель работает только на водометные движители EFV, и требует охлаждения забортной водой.
Трансмиссия механическая, с автоматической коробкой передач и гидротрансформаторами, раздаточная коробка позволяет передавать мощность двигателя одновременно на гусеничный и водометный движители.
Ходовая часть имеет по 7 обрезиненных опорных катка с каждой стороны, подвеска гидропневматическая, независимая, ведущие катки передние, с каждой стороны по 3 поддерживающих катка. Гусеница мелкозвенная, алюминиевая, с резинометаллическим шарниром и резиновым протектором. При движении по воде подвеска приводит опорные катки в крайнее верхнее положение, для снижения сопротивления движению, гусеницы при этом почти полностью убираются в ниши.
Два водометных движителя расположены по бортам в задней части корпуса, забор воды осуществляется снизу в средней части корпуса, выброс через сопла на задней стенке корпуса. Сопла оборудованы заслонками, при перекрытии которых вода поступает в реверсивные сопла на боковой части корпуса. Управление по курсу осуществляется частичным или полным перекрытием одной заслонки, задний ход — перекрытием двух. При движении по суше заслонки полностью перекрывают сопла водомётов, предохраняя их от попадания посторонних предметов. Совокупная тяга водометных движителей около 10 тонн.
При движении по воде в передней и задней части откидываются два щита, облегчающие выход EFV в режим глиссирования. Задний щит в поднятом положении располагается на крыше. При движении по воде боковые части гусениц прикрываются двумя откидывающимися бортовыми щитами, при движении по суше щиты могут быть подняты и служат дополнительной защитой корпусу.

## Вооружение
Основным вооружением EFV является 30-мм автоматическая пушка Bushmaster II, установленная во вращающейся башне в передней части корпуса. Пушка представляет собой 30-мм дальнейшее развитие 25-мм пушки Bushmaster, установленной в башне американского БМП M2 Bradley. Питание ленточное, боезапас орудия 600 патронов (150 с бронебойными подкалиберными и 450 с осколочно-фугасными снарядами). С пушкой спарен 7,62-мм пулемёт M240, боезапас пулемёта 2400 патронов. По обеим сторонам корпуса и башни установлены 32 дымовых гранатомёта.
Орудие стабилизировано в обеих плоскостях. Угол возвышения пушки позволяет вести огонь по низколетящим воздушным целям, таким, как вертолёты.

## Оборудование
EFV имеет довольно широкий набор обзорного, прицельного, навигационного и вспомогательного оборудования, включающий в себя:
- Дневные и ночные прицелы командира, водителя и наводчика.
- Инфракрасную обзорную систему FLIR.
- Лазерный дальномер, совмещённый с прицелом наводчика.
- Полностью автоматическую СУО основного орудия, учитывающую такие параметры, как дальность до цели, тип снаряда, направление ветра, температуру воздуха, влажность, угол места.
- Навигационную систему с GPS.
- Систему внутренней и внешней связи.
- Боевую информационно-управляющую систему, включающую несколько обзорных и тактических экранов.
- Автоматическую систему пожаротушения.
- Систему защиты от ОМП, включающую систему очистки и кондиционирования воздуха.
- Дизельную вспомогательную силовую установку (ВСУ) с электрогенератором.

Командный вариант EFVC отличается тем, что в его боевом и десантном отделении установлено дополнительное оборудование на 7 рабочих мест, оборудованных системами связи и тактическими дисплеями. Основное вооружение у командного варианта отсутствует.

## Бронирование
Помимо алюминиевого бронекорпуса, боевое отделение и отделение десанта защищает дополнительная броня, выполненная из композитных материалов на основе керамики. С передних секторов обстрела броня EFV должна обеспечивать защиту от 30-мм снарядов типа БОПТС, бортовая, кормовая броня и горизонтальные поверхности машины — обеспечивать защиту от 14,5-мм бронебойных пуль пулемёта КПВТ и осколков 152-мм снарядов. Возможна также установка навесной брони.
В октябре 2010 года ВМС США выдали контракт компании M Cubed Technologies на разработку новой композитной брони для машины EFV с улучшенными защитными характеристиками и меньшей массой.